# Padina, Buzău
Padina là một xã thuộc hạt Buzău, România. Dân số thời điểm năm 2002 là 4840 người.